# Megaderma
Megaderma (E.Geoffroy, 1810) è un genere di pipistrello della famiglia dei Megadermatidi. 

## Descrizione

### Dimensioni
Al genere Megaderma appartengono pipistrelli di medie e grandi dimensioni con la lunghezza dell'avambraccio tra 56 e 72 mm e un peso fino a 60 g.

### Caratteristiche craniche e dentarie
Il cranio presenta un rostro corto, con la porzione tra le orbite relativamente allargata, mentre le creste sopra-orbitali e i processi post-orbitali sono mancanti o estremamente ridotti. Sono privi degli incisivi superiori, il cui spazio è occupato dai due grossi canini inclinati in avanti e provvisti di una cuspide supplementare, gli incisivi inferiori sono grandi e disposti in una fila continua.
Sono caratterizzati dalla seguente formula dentaria:

### Aspetto
La pelliccia è lunga. Il muso è allungato, con il mento sporgente e con una foglia nasale ben sviluppata e semplice, formata da una porzione anteriore rotonda che comprende le narici e da una lancetta larga ed elevata, attraversata da un rinforzo e con l'estremità tronca. Le ali sono grandi e larghe ed attaccate posteriormente alle dita dei piedi. La coda è mancante o spesso ridotta ad un piccolo tubercolo, mentre l'uropatagio è ben sviluppato ed esteso tra gli arti inferiori. Le femmine hanno un paio di mammelle fittizie addominali supplementari, utilizzate per fare aggrappare i piccoli durante gli spostamenti in volo.

## Distribuzione
Sono pipistrelli carnivori diffusi nell'Ecozona orientale, dal Pakistan fino all'isola di Sulawesi. In passato erano presenti anche in Europa ed Africa settentrionale.

## Tassonomia
Il genere comprende due specie viventi e dodici estinte.
- Sottogenere Lyroderma (Peters, 1872) - La foglia nasale è relativamente grande, con i margini della lancetta convessi.
  - Megaderma lyra
  - Megaderma gaillardi † (Trouessart, 1898) - Basso Miocene in Francia.
- Sottogenere Megaderma - La foglia nasale è relativamente piccola, con i margini della lancetta dritti.
  - Megaderma spasma
  - Megaderma brailloni † (Sigè, 1968) - Alto Miocene in Francia;
  - Megaderma franconica † (Ziegler, 1993) - Alto Miocene in Germania;
  - Megaderma herrlingensis † (Ziegler, 2000) - Basso Oligocene in Germania;
  - Megaderma janossyi † (Topal, 1974) - Pliocene in Ungheria;
  - Megaderma lopezae † (Sevilla, 1990) - Basso Oligocene in Spagna;
  - Megaderma lugdunensis † (Deperét, 1892) - Alto Miocene in Francia;
  - Megaderma mediterraneum † (Sigè, 1974) - Pleistocene in Francia;
  - Megaderma vireti † (Mein, 1964) - Basso Miocene in Francia e Germania;
  - Megaderma watwat † (Bate, 1937) - Pleistocene in Israele;
- Sottogenere Afropterus † (Lavocat, 1961) 
  - Megaderma gigas † (Sigè, 1961) - Pliocene in Marocco;
  - Megaderma jaegeri † (Sigè, 1976) - Pliocene in Marocco.